# Tegrà
Tegrà (en francès Thégra) és un municipi francès situat al departament de l'Òlt i a la regió d'Occitània.

## Demografia
| 1962                                       | 1968 | 1975 | 1982 | 1990 | 1999 | 2007 |
| ------------------------------------------ | ---- | ---- | ---- | ---- | ---- | ---- |
| 360                                        | 387  | 387  | 408  | 432  | 416  | 497  |
| Des de 1962: població sense dobles comptes |      |      |      |      |      |      |

## Administració
| Període   | Identitat         | Partit |
| --------- | ----------------- | ------ |
| 1987-2007 | André Bergougnoux |        |
| 2007-     | Thierry Chartroux |        |